# Zmarli w lipcu 2020

## Lipiec 2020
- 31 lipca
  - Dominique Aulanier – francuski piłkarz[1]
  - Mike Gale – amerykański koszykarz[2]
  - Go Yoo-min – południowokoreańska siatkarka[3]
  - Jan Kruczek – polski historyk sztuki, muzealnik i publicysta[4]
  - Gilles Lapouge(inne języki) – francuski pisarz i dziennikarz[5]
  - Eusebio Leal – kubański historyk[6]
  - Bill Mack – amerykański muzyk i prezenter radiowy, laureat Nagrody Grammy[7]
  - Alojzy Mokrogulski – polski działacz sportowy, prezes Polskiego Związku Łyżwiarstwa Szybkiego (1976–1984)[8]
  - Alan Parker – brytyjski aktor, reżyser, scenarzysta i producent filmowy[9][10]
  - Marian Pawlik – polski działacz polonijny w Australii, kawaler orderów[11]
  - Wim Scherpenhuijsen Rom – holenderski bankier i wojskowy, założyciel grupy ING Groep[12]
  - Mieczysław Antoni Szyk – polski dziennikarz sportowy i sędzia podnoszenia ciężarów[13]
  - Stephen Tataw – kameruński piłkarz[14]
  - Joan Mari Torrealdai – baskijski pisarz i socjolog[15]
  - Mieczysław Zajfryd – polski kolejarz, ekonomista i polityk, minister komunikacji (1969–1976, 1977–1981)[16][17]
  - Eduardo de Zulueta y Dato – hiszpański dyplomata, ambasador[18]
  - Miodrag Živković – serbski rzeźbiarz i nauczyciel akademicki[19]
- 30 lipca
  - Maarten Biesheuvel – holenderski pisarz[20]
  - Edmund Bilicki – polski elektryk, polityk, senator I kadencji[21]
  - Herman Cain – amerykański biznesmen i polityk[22]
  - Lee Teng-hui – tajwański polityk, burmistrz Tajpej (1978–1981), prezydent Republiki Chińskiej i Kuomintangu (1988–2000)[23]
  - Wanda Kościuch-Podwysocka – polski stomatolog, uczestniczka II wojny światowej, dama orderów[24]
  - Karol Rzemieniecki – polski dziennikarz i publicysta[25]
  - Maria Siwiak-Kobayashi – polski psycholog i psychoterapeuta, prof. dr hab.[26][27]
- 29 lipca
  - Michio Agasa – japoński kompozytor[28]
  - Malik B. – amerykański raper, członek grupy The Roots[29]
  - Salko Bukarević – bośniacki polityk i inżynier, minister ds. weteranów (2015–2020)[30]
  - Albin Chalandon – francuski polityk, minister robót publicznych (1968–1972) i sprawiedliwości (1986–1988)[31]
  - Jerzy Cibis – polski architekt, dr hab.[32][33]
  - Anatolij Fiediukin – rosyjski piłkarz ręczny, mistrz olimpijski (1976)[34]
  - Tadeusz Gałkowski – polski psycholog[35]
  - Andrzej Góralski – polski matematyk, prof. dr hab.[36]
  - Andy Haden – nowozelandzki rugbysta[37]
  - Joe Kernan – amerykański polityk i przedsiębiorca, gubernator Indiany (2003–2005)[38]
  - Wiesława Łanecka-Makaruk – polska pilotka szybowcowa i publicystka[39]
  - Toros Rastkelenian – francuski rzeźbiarz, pochodzenia ormiańskiego[40]
  - Ajip Rosidi – indonezyjski pisarz, poeta i tłumacz[41]
  - Perence Shiri – zimbabweński wojskowy, dowódca lotnictwa wojskowego, minister rolnictwa (2017–2020)[42]
  - Jerzy Turzewski – polski działacz konspiracji niepodległościowej w czasie II wojny światowej, uczestnik powstania warszawskiego, kawaler orderów[43][44]
- 28 lipca
  - Aleksandr Aksinin – rosyjski lekkoatleta, sprinter, mistrz olimpijski i Europy[45]
  - Renato Barros – brazylijski piosenkarz i kompozytor[46]
  - Angelo Carossino – włoski polityk, europoseł, prezydent Ligurii[47]
  - Bent Fabric – duński pianista i kompozytor[48]
  - Gisèle Halimi – tunezyjsko-francuska działaczka feministyczna i prawnik[49]
  - Gísli Rúnar Jónsson – islandzki aktor[50]
  - Zenon Kmiecik – polski fotograf[51][52]
  - Jerzy Konieczny – polski chemik, doktor habilitowany nauk prawnych, szef UOP (1992–1993), minister spraw wewnętrznych (1995–1996)[53]
  - Kumkum – indyjska aktorka[54]
  - Czesław Łukowczyk – polski działacz harcerski[55]
  - John McNamara – amerykański baseballista[56]
  - Joseph Moingt – francuski ksiądz rzymskokatolicki, jezuita i teolog[57]
  - Candy Moloi – południowoafrykańska aktorka[58]
  - Diana E. H. Russell – południowoafrykańska działaczka feministyczna i pisarka[59]
  - Reese Schonfeld – amerykański dziennikarz, współtwórca CNN[60]
  - Marek Szwarc – polski skrzypek, kameralista, pedagog[61]
- 27 lipca
  - Owen Arthur – barbadoski historyk, ekonomista, polityk, premier Barbadosu (1994–2008)[62]
  - Andrzej Bądkowski – polski chemik, samorządowiec i nauczyciel akademicki[63]
  - Barbara Dąb-Kalinowska – polska historyczka sztuki, mediewistka, prof. dr hab.[64]
  - Michał Giercuszkiewicz – polski perkusista, członek zespołów Apogeum, Dżem, Kwadrat oraz Bezdomne Psy[65]
  - Jerzy Janczukowicz – polski nurek, poszukiwacz zatopionych wraków[66]
  - Denise Johnson – brytyjska piosenkarka[67][68]
  - Ryszard Kosiński – polski więzień nazistowskich obozów koncentracyjnych, działacz kombatancki, kawaler orderów[69]
  - Magda Kósáné Kovács – węgierska nauczycielka, polityk, minister pracy (1994–1995), posłanka do Parlamentu Europejskiego (2004–2009)[70]
  - Kina Kydrewa(inne języki) – bułgarska poetka i pisarka[71]
  - Grzegorz Łatuszyński – polski slawista, poeta i tłumacz[72]
  - Muhammad Asad Malik – pakistański hokeista na trawie, mistrz olimpijski (1968)[73]
  - Jan Skopeček – czeski aktor[74]
  - Gianrico Tedeschi – włoski aktor[75]
- 26 lipca
  - Rafael Barraza Sánchez – meksykański duchowny rzymskokatolicki, biskup Mazatlán[76]
  - Marian Czajkowski – polski działacz powojennego podziemia antykomunistycznego, kawaler orderów[77]
  - Piotr Dembiński – polski informatyk, prof. dr hab.[78]
  - William English – amerykański konstruktor, współtwórca pierwszej myszy komputerowej[79][80]
  - Alison Fiske – angielska aktorka[81]
  - Francisco Frutos – hiszpański polityk i związkowiec, sekretarz generalny Komunistycznej Partii Hiszpanii (1998–2009)[82]
  - Claudia Giannotti – włoska aktorka[83]
  - Olivia de Havilland – brytyjsko-amerykańska aktorka[84][85]
  - Emil Hlib – polski publicysta i wydawca, działacz kresowy[86][87]
  - Chris Needs – walijski pianista i prezenter radiowy[88]
  - Lluís Serrahima – hiszpański pisarz[89]
  - Hans-Jochen Vogel – niemiecki polityk, minister sprawiedliwości (1974–1981), burmistrz Berlina Zachodniego (1981) oraz Monachium (1960–1972)[90]
- 25 lipca
  - Azimżan Askarow – kirgiski aktywista na rzecz praw człowieka narodowości uzbeckiej[91]
  - Peter Green – brytyjski gitarzysta, założyciel Fleetwood Mac[92]
  - Flor Isava-Fonseca – wenezuelska działaczka społeczna, sportowiec i dziennikarka[93]
  - Helen Jones Woods – amerykańska puzonistka jazzowa[94]
  - Józef Kopeć – polski trener i działacz piłkarski, trener reprezentacji Polski w piłce nożnej kobiet[95]
  - CP Lee – brytyjski muzyk punkrockowy[96]
  - Bernard Ładysz – polski śpiewak operowy (bas-baryton), aktor i żołnierz AK[97]
  - Giulio Maceratini – włoski polityk i prawnik, deputowany krajowy i europejski, senator[98]
  - John Saxon – amerykański aktor[99]
  - Eddie Shack – kanadyjski hokeista, czterokrotny zdobywca Pucharu Stanleya[100]
  - Lucyna Smolińska-Sroka – polska reżyserka filmów dokumentalnych i dziennikarka[101][102][103]
  - Adam Strzałkowski – polski fizyk jądrowy, wykładowca Uniwersytetu Jagiellońskiego[104]
- 24 lipca
  - Nina Andriejewa – rosyjska działaczka komunistyczna i chemik, sekretarz generalna Wszechzwiązkowej Komunistycznej Partii Bolszewików (1991–2020)[105]
  - Piotr Baron – polski dyrygent, kompozytor, nauczyciel akademicki, dr hab.[106]
  - Jacek Czyż – polski aktor i lektor[107]
  - Ben Jipcho – kenijski lekkoatleta, medalista olimpijski (1972)[108][109]
  - Enwil Kasimow – rosyjski malarz i dziennikarz[110]
  - Felix McTeigue – amerykański autor piosenek[111]
  - Ewa Milde-Prus – polska aktorka[112]
  - Benjamin Mkapa – tanzański polityk i dyplomata, minister, prezydent Tanzanii (1995–2005)[113]
  - Bernard Mohlalisi – lesotyjski duchowny rzymskokatolicki, arcybiskup Maseru[114]
  - Wiktor Natanson – polski działacz konspiracji niepodległościowej w czasie II wojny światowej, uczestnik powstania warszawskiego, kawaler orderów[115]
  - Regis Philbin – amerykański prezenter telewizyjny[116][117]
  - Naazim Richardson – amerykański trener bokserski[118]
  - Lotty Rosenfeld – chilijska artystka[119]
  - Alicja Strzelczyk-Brąszkiewicz – polska specjalistka w zakresie mikrobiologii oraz dezynfekcji i dezynsekcji dzieł sztuki, prof. dr hab.[120][121]
  - Jan Verroken – belgijski polityk, poseł do Parlamentu Europejskiego (1979–1984)[122]
  - Jadwiga Zappe – polska działaczka polonijna działająca we Lwowie, dama orderów[123]
- 23 lipca
  - Jean Brankart – belgijski kolarz szosowy i torowy[124]
  - Jan Galster – polski prawnik, profesor nauk prawnych[125]
  - Janusz Kosicki – polski ekonomista, prof. dr hab.[126][127]
  - Stefan Lip – polski żużlowiec[128]
  - Stanisław Markisz – polski inżynier, główny konstruktor śmigłowca PZL Kania[129]
  - Luigi Piotto – włoski misjonarz, koordynator misji oriońskich na Madagaskarze (2003–2010)[130]
  - Leida Rammo – estońska aktorka[131]
  - Sérgio Ricardo – brazylijski muzyk, kompozytor, reżyser filmowy[132]
  - Bohuslav Rylich – czechosłowacki koszykarz, wicemistrz Europy (1959)[133]
  - Dominic Sonic – francuski piosenkarz[134]
  - Antoni Tełewiak – polski akordeonista, pedagog i działacz kultury[135]
  - Zdrawko Toszew – bułgarski malarz[136]
  - Sergio Vatta – włoski trener piłki nożnej[137]
- 22 lipca
  - Zacharias Chaliabalias – grecki piłkarz[138]
  - Eulogiusz – rosyjski duchowny prawosławny, biskup[139]
  - Aleksandr Gusiew – radziecki hokeista i trener, mistrz olimpijski, świata i Europy (pięciokrotny)[140]
  - Aleksandr Iwanicki – rosyjski zapaśnik, mistrz olimpijski (1964)[141]
  - Wojciech Kostecki – polski aktor[142]
  - Miloš Nesvadba – czeski aktor i pisarz[143]
  - Tim Smith – brytyjski muzyk, frontman zespołu Cardiacs[144]
  - Mateusz Tuczyński – polski rugbysta[145]
  - Andrzej Ziembowski – polski działacz na rzecz sportu osób niepełnosprawnych, pływak, paraolimpijczyk[146]
- 21 lipca
  - Valeriu Cazacu – mołdawski aktor[147]
  - Dobby Dobson – jamajski wokalista i producent muzyczny[148][149]
  - Suka K. Frederiksen – grenlandzka polityk, minister spraw zagranicznych (2017–2018)[150]
  - Izasław Frenkel – polski naukowiec, profesor nauk ekonomicznych, znawca problematyki obszarów wiejskich i demografii[151]
  - Piotr Hammer – polski trener szermierki[152]
  - Ryszard Janikowski – polski ekonomista, prof. dr hab.[153]
  - Janusz Kołodziejski – polski filmoznawca, pedagog i działacz samorządowy, dr hab.[154][155]
  - Andrew Mlangeni – południowoafrykański polityk i działacz antyapartheidowski, więzień polityczny[156]
  - Albano Passarotto – włoski misjonarz, organizator pomocy dla najbiedniejszych na Madagaskarze[157][158]
  - Stanley Robinson – amerykański koszykarz[159]
  - Francisco Rodríguez Adrados – hiszpański filolog[160]
  - Danuta Rosner – polska działaczka harcerska i turystyczna, dama orderów[161]
  - Annie Ross – brytyjsko-amerykańska piosenkarka jazzowa i aktorka[162]
  - Mike Slemen – angielski rugbysta[163]
  - Lajli Tandon – indyjski polityk, gubernator stanów Bihar i Madhya Pradesh[164]
  - Kansai Yamamoto – japoński projektant mody[165]
  - Marek Wesołowski – polski specjalista w zakresie geologii i górnictwa, dr hab. inż.[166]
- 20 lipca
  - Michael Brooks – amerykański gospodarz talk show, pisarz, komentator polityczny[167][168]
  - Oreste Casalini – włoski malarz i rzeźbiarz[169]
  - Wiktor Cziżnikow – rosyjski ilustrator książek dla dzieci, projektant maskotki Misza[170]
  - Lone Dybkjær – duńska polityk, minister środowiska (1988), posłanka do Parlamentu Europejskiego[171]
  - Ruth Lewis – pakistańska zakonnica i misjonarka znana z zaangażowania na rzecz osób niepełnosprawnych[172][173]
  - Leszek Mickoś – polski malarz i rysownik, profesor zwyczajny[174]
  - Bijay Mohanty – indyjski aktor[175]
  - Doug Rogers – kanadyjski judoka, srebrny medalista olimpijski (1964)[176]
  - Günter-Helge Strickstrack – niemiecki polityk[177]
  - Jorge Villavicencio – gwatemalski lekarz i polityk, minister zdrowia Gwatemali (2012–2014)[178]
  - Andrzej Władysław Wodziński – polski poeta, pisarz i dziennikarz[179][180]
  - Stanisław Zięba – polski reżyser światła[181]
- 19 lipca
  - Sultan Hashim Ahmad al-Tai – iracki generał, minister obrony (1995–2003), skazany za zbrodnie wojenne[182]
  - Joseph Aymanathil – indyjski salezjanin, organizator darmowej edukacji dla najuboższych w slumsach Kalkuty[183]
  - Biri Biri – gambijski piłkarz, reprezentant kraju[184]
  - Seydou Diarra – iworyjski polityk, premier Wybrzeża Kości Słoniowej (2000, 2003–2005)[185]
  - Louis Dicaire – kanadyjski duchowny rzymskokatolicki, biskup pomocniczy Montrealu i Saint-Jean-Longueuil[186]
  - Sapardi Djoko Damono – indonezyjski poeta, literaturoznawca i tłumacz[187]
  - Irena Gałązka – polska wokalistka, członkini Grupy Skifflowej No To Co[188]
  - Józef Gołąb – polski piłkarz[189]
  - Małgorzata Gaweł – polski neurolog, dr hab.[190]
  - Roman Janicki – polski uczestnik II wojny światowej oraz powojenny działacz kombatancki, kawaler orderów[191]
  - Mikołaj Kubica – polski gimnastyk, olimpijczyk[192]
  - Helena Łangowska-Adamczyk – polski chirurg szczękowy, prof. dr hab.[193][194]
  - Kazimierz Pająk – polski ekonomista i samorządowiec, prof. dr hab., rektor Państwowej Uczelni Stanisława Staszica w Pile (2001–2009)[195][196]
  - Emitt Rhodes – amerykański piosenkarz i multiinstrumentalista[197]
  - Wiktor Riaszko – ukraiński piłkarz i trener[198]
  - Jarosław Rybski – polski dziennikarz, tłumacz i pisarz[199][200]
  - Andrzej Rydzewski – polski geolog[201][202]
  - Cesar Salinas – boliwijski działacz piłkarski, prezydent Boliwijskiej Federacji Piłki Nożnej[203]
  - István Séllyei – węgierski zapaśnik[204]
  - Konrad Siller – polski pływak, działacz polityczny i społeczny[205]
  - Andrzej Szozda – polski inżynier i polityk, minister energetyki i energii atomowej (1976–1979)[206]
  - Aleksandra Szurmiak-Bogucka – polska etnomuzykolog[207][208]
  - Nikołaj Tanajew – kirgiski polityk, wicepremier, premier Kirgistanu (2002–2005)[209]
  - Franciszek Ziejka – polski historyk literatury[210]
- 18 lipca
  - Jekatierina Aleksandrowska – rosyjska łyżwiarka figurowa reprezentująca Australię[211]
  - Charles Bukeko – kenijski aktor[212]
  - Elize Cawood – południowoafrykańska aktorka[213]
  - Krystyna Dobrzańska-Sobierajska – polska działaczka patriotyczna, córka Henryka Dobrzańskiego „Hubala”, honorowa obywatelka Kazimierzy Wielkiej[214][215]
  - Anna Gapińska-Myszkiewicz – polska malarka[216][217][218]
  - Wojciech Kotasiak – polski samorządowiec i muzealnik, dyrektor Muzeum Historyczno-Archeologicznego w Ostrowcu Świętokrzyskim[219]
  - Juan Marsé – hiszpański pisarz, scenarzysta, dziennikarz[220][221]
  - Haruma Miura – japoński aktor, piosenkarz[222]
  - Henrique Soares da Costa – brazylijski duchowny katolicki, biskup[223]
  - Manuel Sobreviñas – filipiński duchowny katolicki, biskup[224]
  - Wilhelm Zych – polski inżynier, przedsiębiorca i samorządowiec, wiceprezydent Sosnowca (2007–2009)[225]
- 17 lipca
  - Pierre-Marie Coty – iworyjski duchowny katolicki, biskup[226]
  - Josephine Cox – angielska pisarka[227]
  - Alex Dawson – szkocki piłkarz[228]
  - Zenon Grocholewski – polski duchowny rzymskokatolicki, wysoki urzędnik Kurii Rzymskiej, kardynał[229]
  - Derek Ho – amerykański surfer pochodzenia hawajskiego[230]
  - Wacław Jaciow – polski architekt[231]
  - Zizi Jeanmaire – francuska tancerka baletowa i piosenkarka[232]
  - John Lewis – amerykański polityk, członek Izby Reprezentantów (1987-2020)[233]
  - Wołodymyr Łozynski – ukraiński piłkarz, trener[234]
  - Silvio Marzolini – argentyński piłkarz[235]
  - Jerzy Pietraszko – polski matematyk, działacz opozycyjny w czasach PRL[236]
  - Jerzy Pustoła – polski konstruktor silników elektrycznych, prof. dr hab. inż.[237]
  - Julian Staniewski – polski poeta[238][239]
  - Andrzej Strzelecki – polski reżyser teatralny i aktor[240]
  - Ron Tauranac – australijski projektant samochodowy[241]
  - Marian Więckowski – polski kolarz szosowy[242]
- 16 lipca
  - Víctor Víctor – dominikański gitarzysta, piosenkarz i kompozytor[243]
  - Janusz Bełza – polski neurochirurg, uczestnik powstania warszawskiego, kawaler orderów, wnuk Władysława Bełzy[244][245]
  - Roger Côté – kanadyjski hokeista[246]
  - Jan Data – polski językoznawca, dr hab.[247]
  - Norbert Honsza – polski germanista, prof. dr hab.[248]
  - Azuma Morisaki – japoński reżyser filmowy[249]
  - Mr. Chi Pig – kanadyjski wokalista[250]
  - Jamie Oldaker – amerykański muzyk rockowy, perkusista i perkusjonista[251]
  - Władimir Ruzin – rosyjski malarz[252]
  - Phyllis Somerville – amerykańska aktorka[253]
  - Aleksiej Tiezikow – ukraiński hokeista[254]
- 15 lipca
  - Carlotta Barilli – włoska aktorka[255]
  - Pavle Buna – serbski piłkarz i trener[256]
  - Rudolf Jobst – niemiecki piłkarz[257]
  - Oscar Lipscomb – amerykański duchowny katolicki, arcybiskup[258]
  - Travell Mazion – amerykański bokser[259]
  - Ireneusz Pawlak – polski muzykolog, kompozytor, profesor, duchowny rzymskokatolicki[260]
  - Maurice Roëves – szkocki aktor[261]
  - Eugenio Scarpellini – włoski biskup rzymskokatolicki[262]
  - Wasił Stojczew – bułgarski aktor[263]
  - Nikołaj Szterew – bułgarski zapaśnik[264]
  - Toke Talagi – niueński polityk, premier Niue (2008–2020)[265]
- 14 lipca
  - Adalet Ağaoğlu – turecka pisarka[266]
  - Royana Black – amerykańska aktorka[267][268]
  - Galyn Görg – amerykańska aktorka[269]
  - Jindřich Kabát – czeski polityk i psycholog, minister kultury (1992–1993)[270]
  - J. J. Lionel – belgijski piosenkarz[271]
  - Katarzyna Otmianowska-Mazur – polski astronom, prof. dr hab.[272]
  - Enrico Perucconi – włoski lekkoatleta sprinter, medalista olimpijski z 1948[273]
  - Bronisław Piasecki – polski duchowny rzymskokatolicki, doktor nauk teologicznych, kapelan kard. Stefana Wyszyńskiego (1974–1981)[274]
  - Lucyna Szubel – polska poetka[275]
  - Stanisław Szufla – polski matematyk, prof. dr hab.[276]
  - Milan Šašik – słowacki eparcha greckokatolicki, biskup eparchii mukaczewskiej Kościoła katolickiego obrządku bizantyjsko-rusińskiego na Ukrainie[277]
- 13 lipca
  - Moses Costa – bengalski duchowny rzymskokatolicki, arcybiskup Ćottogram[278]
  - Hadi Dahane – marokański piłkarz, reprezentant kraju[279]
  - Camilo Lorenzo Iglesias – hiszpański duchowny katolicki, biskup[280]
  - Grant Imahara – amerykański inżynier i prezenter telewizyjny[281]
  - Hasan al-Lawzi – jemeński polityk, premier Jemenu (2011)[282].
  - Zindzi Mandela – południowoafrykańska dyplomatka i polityk, ambasador RPA w Danii, córka Nelsona Mandeli[283]
  - Pat Quinn – szkocki piłkarz i trener[284]
  - Eugeniusz Walczuk – polski elektromechanik, Honorowy Obywatel Rawy Mazowieckiej[285][286]
  - Grzegorz Wilczyński – polski neurobiolog, prof. dr hab.[287][288]
  - Jerzy Ziółko – polski inżynier budownictwa lądowego, prof. dr hab. inż.[289]
- 12 lipca
  - Ryszard Walenty Bartel – polski ichtiolog, prof. dr hab.[290]
  - Miriana Baszewa – bułgarska poetka i dziennikarka[291].
  - Dariusz Biały – polski specjalista w zakresie kardiologii i chorób wewnętrznych, dr hab.[292]
  - Judy Dyble – brytyjska wokalistka i instrumentalistka, związana m.in. z Fairport Convention[293]
  - Hassan Abshir Farah – somalijski polityk, były burmistrz Mogadiszu, premier Somalii (2001–2003)[294]
  - Mohammed Abdi Hashi – somalijski polityk, p.o. prezydenta Puntlandu (2004–2005)[294]
  - Mikołaj Klimek – polski aktor i lektor[295]
  - Kelly Preston – amerykańska aktorka[296]
  - Wim Suurbier – holenderski piłkarz[297]
  - Lajos Szűcs – węgierski piłkarz[298]
  - Zbysław Zieliński – polski żeglarz, działacz na rzecz żeglarstwa osób niepełnosprawnych[299][300]
- 11 lipca
  - Frank Bolling – amerykański baseballista[301]
  - Manojle Gavrilović – serbski pisarz[302]
  - Rudolph Johnson (Marlo) – amerykański raper[303]
  - Edward Kmiec – amerykański duchowny katolicki, biskup[304]
  - Werner Kubek – niemiecki piłkarz i trener[305]
  - Henryk Kucha – polski geolog, mineralog[306]
  - Peter Maertens – niemiecki aktor[307]
  - Yoshihiko Matsuo – japoński stylista motoryzacyjny, współtwórca Datsuna 240Z[308]
  - Mary Miller – angielska aktorka[309]
  - Bogusław Niemcewicz – polski dziennikarz[310]
  - Stanisław Tomaszkiewicz – polski oficer i działacz środowiskowy, pułkownik WP w stanie spoczynku, nauczyciel i autor podręczników szkolnych[311][312][313]
- 10 lipca
  - Ben Acton – australijski hokeista, olimpijczyk z 1960[314]
  - Jack Charlton – angielski piłkarz, trener, mistrz świata (1966)[315]
  - Ingeborga Cochlin – polska tłumaczka artykułów i książek o tematyce wysokogórskiej[316]
  - Eddie Gale – amerykański trębacz jazzowy[317]
  - Miloš Jakeš – czechosłowacki polityk komunistyczny[318][319]
  - Wolfgang Jerat – niemiecki piłkarz i trener[320]
  - Antonio Krystew – bułgarski sztangista, mistrz świata (1985, 1986)[321]
  - Renata Pajchel – polska fotosistka[322][323]
  - Edward Pyskło – polski działacz partyjny, prezydent Ostrołęki (1975–1978)[324]
  - Lara van Ruijven – holenderska zawodniczka short tracku[325]
  - Alfredo Sirkis – brazylijski pisarz, działacz ekologiczny i polityk, kandydat w wyborach prezydenckich w 1998[326]
  - Paik Sun-yup – południowokoreański wojskowy, generał[327]
  - Anna Stroka – polska germanistka, profesor Uniwersytetu Wrocławskiego[328]
  - Zbigniew Szczypka – polski specjalista w zakresie telekomunikacji, prof. dr hab.[329]
  - Adam Taborski – polski weterynarz, dyrektor Starego Zoo w Poznaniu (1968–1982)[330]
  - Olga Tass – węgierska gimnastyczka, sześciokrotna medalistka olimpijska[331]
- 9 lipca
  - Jean-François Garreaud – francuski aktor[332]
  - Sahara Khatun – bengalska polityk i prawnik, minister (2009–2013)[333]
  - Bronisław Kunicki – polski alpinista[334]
  - Park Won-soon – południowokoreański polityk, burmistrz Seulu[335]
  - Hafiz Rahim – singapurski piłkarz[336]
  - Mirosław Rowicki – polski dziennikarz działający na Ukrainie, twórca i redaktor naczelny „Kuriera Galicyjskiego”[337]
  - Władimir Salkow – rosyjski piłkarz i trener pochodzenia ukraińskiego[338]
  - Lino Sentimenti – włoski piłkarz[339]
  - Janusz Szymański – polski prawnik i polityk, nauczyciel akademicki, doktor nauk prawnych, poseł na Sejm X, I i II kadencji[340].
  - Gabriella Tucci – włoska śpiewaczka operowa, sopran[341]
- 8 lipca
  - Piotr Bażowski – polski neurochirurg, prof. dr hab.[342][343]
  - Lambert Croux – belgijski polityk i prawnik, poseł do Parlamentu Europejskiego[344]
  - Wiesław Gall – polski epidemiolog, dr hab.[345]
  - Amadou Gon Coulibaly – iworyjski inżynier, polityk, minister rolnictwa (2003–2010), premier Wybrzeża Kości Słoniowej (2017–2020)[346]
  - Finn Christian Jagge – norweski narciarz alpejski[347]
  - Jelko Jureša – chorwacki baletmistrz[348]
  - Bronisław Kłaptocz – polski stomatolog, prof. dr hab.[349][350]
  - Wayne Mixson – amerykański polityk[351]
  - Henryk Płóciennik – polski malarz, grafik i rysownik[352][353]
  - Alex Pullin – australijski snowboardzista, dwukrotny mistrz świata[354]
  - Naya Rivera – amerykańska aktorka, piosenkarka, modelka[355]
  - Flossie Wong-Staal – chińsko-amerykańska wirusolog i biolog molekularny[356][357]
  - Jan Związek – polski duchowny rzymskokatolicki, ksiądz prałat, historyk, prof. dr hab.[358]
- 7 lipca
  - Dannes Coronel – ekwadorski piłkarz[359]
  - Barbara Czopek-Kopciuch – polska językoznawczyni, prof. dr hab.[360]
  - Jan Czyżewicz – polski oficer, uczestnik II wojny światowej, pułkownik WP w stanie spoczynku, działacz kombatancki[361][362][363]
  - Józef Filipowicz – polski dziennikarz i dyplomata, ambasador PRL i RP w Nigerii (1971–1975; 1989–1991) oraz w Iranie (1979–1983)[364]
  - Stanisław Kuś – polski profesor nauk technicznych, konstruktor, inżynier budownictwa, rektor Politechniki Rzeszowskiej (1987–1993)[365]
  - Renata Oczkowska – polska ekonomistka, prof. dr hab.[366]
  - Marceli Ostrowski – polski uczestnik II wojny światowej, strzelec pokładowy, pilot pułkownik WP w stanie spoczynku kawaler orderów[367][368]
  - Kazimierz Potocki – polski działacz kombatancki[369][370]
  - Czynybaj Tursunbekow – kirgiski polityk i przedsiębiorca, przewodniczący Rady Najwyższej (2016–2017)[371]
  - Zygmunt Urban – polski działacz opozycji w okresie PRL[372][373]
- 6 lipca
  - Michał Borowski – polski architekt, historyk sztuki[374]
  - Charlie Daniels – amerykański muzyk country[375]
  - Wawrzyniec Dominiak – polski polityk, inżynier, poseł na Sejm X kadencji[376]
  - Ronald Graham – amerykański matematyk, znany m.in. z koncepcji liczby Grahama[377]
  - Juris Kronbergs – łotewsko-szwedzki poeta i tłumacz[378]
  - Jerzy Król – polski aktor i reżyser[379]
  - Zbigniew Kruk-Strzeboński – polski działacz opozycji w okresie PRL[380][381]
  - Janusz Kusiński – polski tenisista stołowy[382]
  - Mary Kay Letourneau – amerykańska nauczycielka i przestępczyni seksualna[383]
  - Ennio Morricone – włoski kompozytor[384]
  - Zithulele Patrick Mvemve – południowoafrykański duchowny rzymskokatolicki, biskup Klerksdorp[385]
  - Zdzisław Myrda – polski zawodnik i trener koszykówki, olimpijczyk[386]
  - Barbara Pec-Ślesicka – polska filmowiec, kierownik produkcji[387]
  - Joe Porcaro – amerykański perkusista jazzowy[388]
  - Marta Stebnicka – polska aktorka i reżyserka, żona Ludwika Jerzego Kerna[389]
  - Zoran Stojković – serbski polityk i sędzia, minister sprawiedliwości (2004–2007)[390]
- 5 lipca
  - Józef Cinal – polski polityk, rolnik, spółdzielca, poseł na Sejm PRL V kadencji oraz na Sejm RP I kadencji[391]
  - Nick Cordero – kanadyjski aktor teatralny[392][393]
  - Cleveland Eaton – amerykański basista jazzowy[394]
  - Carlo Flamigni – włoski ginekolog, pisarz, działacz na rzecz praw kobiet[395]
  - Ragaa Al Geddawy – egipska aktorka[396]
  - Willi Holdorf – niemiecki lekkoatleta, mistrz olimpijski z Tokio z 1964[397]
  - Ahmad Karami – libański ekonomista, polityk, sekretarz stanu[398]
  - Mauro Mellini – włoski prawnik, publicysta i polityk, sekretarz Partii Radykałów[399]
  - Małgorzata Pleszczyńska – polski biolog, dr hab., profesor UMCS[400]
  - Eugeniusz Szumiejko – polski astronom, działacz opozycji w okresie PRL[401]
  - Wołodymyr Troszkin – ukraiński piłkarz, trener[402]
- 4 lipca
  - Sebastián Athié – meksykański aktor i wokalista[403]
  - Brandis Kemp – amerykańska aktorka[404]
  - Robert Mack – austriacki hokeista[405]
  - Martha Rocha – brazylijska modelka, miss Brazylii (1954)[406]
  - Robert Rogalski – polski aktor[407]
  - Witold Rybicki – polski aktor i reżyser[408]
  - Seninho – portugalski piłkarz[409]
  - Zenon Szoda – polski informatyk, dr hab.[410]
  - Mary Twala – południowoafrykańska aktorka[411]
- 3 lipca
  - Earl Cameron – brytyjski aktor pochodzący z Bermudów[412][413]
  - Scott Erskine – amerykański seryjny morderca i gwałciciel[414]
  - Emily Howell Warner – amerykańska pilotka[415][416]
  - Saroj Khan – indyjska choreograf i tancerka[417]
  - Ardico Magnini – włoski piłkarz[418]
  - Jerzy Teodor Podwysocki – polski inżynier budownictwa, kawaler orderów[419]
  - Franciszek Sobieski – polski inżynier, nauczyciel i działacz harcerski, senator I kadencji[420]
  - Leonardo Villar – brazylijski aktor[421][422]
  - Marek Wortman – polski reżyser filmowy i teatralny[423]
- 2 lipca
  - Rajmund Aschenbrenner – polski adwokat, uczestnik II wojny światowej, działacz kombatancki, zasłużony dla województwa tarnobrzeskiego[424][425]
  - Byron Bernstein (Reckful) – izraelsko-amerykański streamer i zawodnik e-sportowy[426][427]
  - Karol Chmielowski – polski specjalista medycyny nuklearnej, dr hab.[428]
  - Chiu Chuang-huan – tajwański polityk, minister, wicepremier (1981–1984)[429]
  - Hermine de Clermont-Tonnerre – francuska księżniczka, stylistka i osobowość telewizyjna[430]
  - Oliver Davies – brytyjski pianista i muzykolog[431]
  - Jan Dubaj – polski grafik i działacz kombatancki, w czasie II wojny światowej żołnierz Armii Krajowej[432]
  - Bogdan Gambal – polski etnolog, dziennikarz i działacz społeczności łemkowskiej[433]
  - Ángela Jeria – chilijska archeolog, działaczka na rzecz praw człowieka[434]
  - Nikołaj Kapustin – ukraiński i radziecki kompozytor jazzowy i pianista[435][436]
  - Kazimiera Mordarska-Łagan – polska wokalistka i muzyk, członkini zespołu Siostry Mordarskie[437][438]
  - Jan Pasierbek – polski duchowny rzymskokatolicki, ksiądz prałat, kawaler orderów[439]
  - Teodoro Enrique Pino Miranda – meksykański duchowny rzymskokatolicki, biskup Huajuapan de León[440]
- 1 lipca
  - Ryszard Aleksandrowicz – polski chirurg, anatom, prof. zw. dr hab. med.[441]
  - Michał Białko – polski inżynier, elektronik, profesor nauk technicznych[442]
  - Beate Grimsrud(inne języki) – norweska pisarka[443]
  - Tomasz Grzelewski – polski dziennikarz i rzecznik prasowy[444]
  - Alfred Kotey – ghański bokser[445]
  - Stanisław Michel – polski architekt, współtwórca powojennej odbudowy Gdańska[446]
  - Zbigniew Paszkiewicz – polski działacz opozycji w okresie PRL oraz działacz samorządowy[447][448][449]
  - Emmanuel Rakotovahiny – malgaski polityk i weterynarz, premier Madagaskaru (1995–1996)[450]
  - Georg Ratzinger – niemiecki ksiądz katolicki, protonotariusz apostolski i dyrygent, brat papieża Benedykta XVI[451]
  - Pedro Luis Ronchino – argentyński duchowny rzymskokatolicki, biskup Comodoro Rivadavia[452]
  - Piotr Serafin – polski działacz opozycji w okresie PRL, Honorowy Obywatel Gminy Polkowice[453][454]
  - Ryszard Strzelecki – polski sędzia piłkarski, kawaler orderów[455]
  - Aleksejs Vidavskis – łotewski polityk, burmistrz Dyneburga i szef Dyneburskiej Partii Miejskiej[456]
  - Everton Weekes – barbadoski krykiecista, reprezentujący Indie Zachodnie[457][458]
  - Bogusław Żurakowski – polski poeta, literaturoznawca, aksjolog, pedagog, profesor Uniwersytetu Jagiellońskiego[459]

- data dzienna nieznana
  - Piotr Augustyniak – polski aktor[460]
  - Tadeusz Błaszczyk – polski dyrygent i wykładowca akademicki, prof. dr hab.[461][462]
  - Stanisław Dębniak – polski uczestnik II wojny światowej, pułkownik WP w stanie spoczynku, Honorowy Obywatel Miasta Piastowa[463]
  - Marek Długosielski – polski lekkoatleta[464]
  - Marek Huculak – polski złotnik[465][466]
  - Andrzej Janicki – polski psychiatra, dr. n. med., współtwórca muzykoterapii w Polsce[467][468]
  - Wiesław Kracher – polski działacz opozycji w okresie PRL, kawaler orderów[469][470]
  - Andrzej Kudłaszyk – polski prawnik, dr hab.[471]
  - Dawid Marszewski – polski malarz[472][473][474]
  - Marek Niklewicz – polski architekt[475]
  - Jan Olczak – polski cukiernik, Honorowy Obywatel Miasta Piastowa[476][477]
  - Teresa Pocheć-Perkowska – polska muzealniczka, wieloletni dyrektor Muzeum Pałacu w Wilanowie[478]